# ビジネス電話検定
ビジネス電話検定（ビジネスでんわけんてい）またはビジネス電話実務検定（ビジネスでんわじつむけんてい）は、公益財団法人実務技能検定協会が実施する検定試験。文部科学省後援。社会人の電話応対の能力向上を目的として2004年（平成16年）より実施されている。
筆記試験（知識A級および知識B級）は2019年（令和元年）11月24日の第32回試験をもって、実技試験（実戦級）は2020年（令和2年）をもって終了する予定であることが発表された。

## 試験科目、区分
- 実践級：ロールプレイングの実技試験を3人1組の受験者で行う。受験資格は知識A級に合格していることが前提条件となる。
- 知識A級：筆記試験で、「理論」（話し方の基礎、基礎技能）と「実技」（電話実務）の2つの領域に区分されている。理論領域はマークシート、実技領域は記述式である。2つの領域でともに満点の60％以上の得点率で合格となる。
- 知識B級：理論領域と実技領域でともに満点の60％以上の得点率で合格となる。知識A級よりやや難易度は低め[5]。